# Väinö Kotilainen

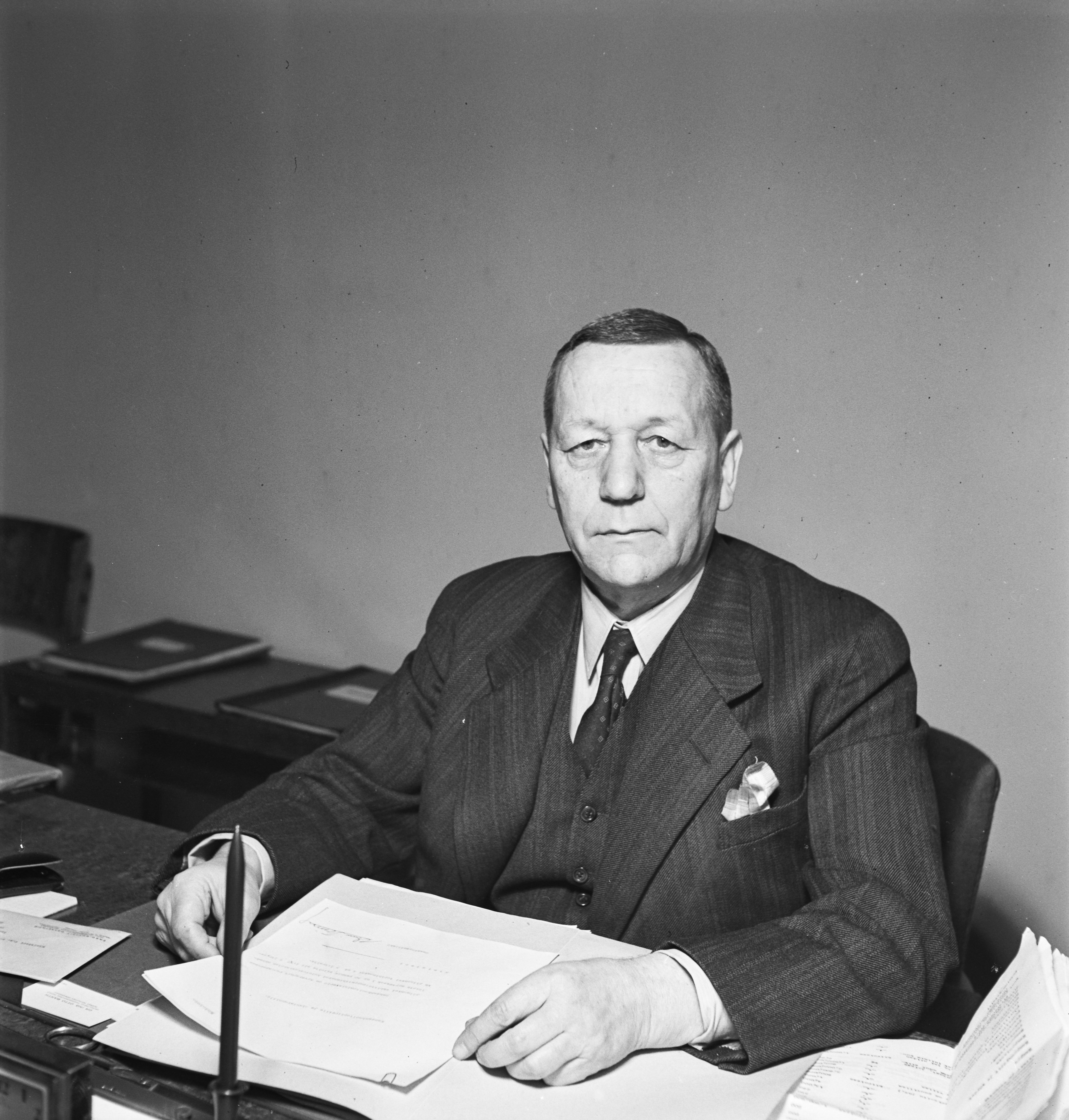
Väinö Kotilainen

Väinö Aleksanteri Kotilainen, född 24 februari 1887 i Heinävesi, död 16 mars 1959 i Helsingfors var en finländsk industriman och politiker.
Kotilainen avlade studentexamen vid samskolan Kuopion yhteiskoulu, och började därefter studera juridik. 
Han avlade högre rättsexamen 1911, och blev därefter auskultant vid Hovrätten i Viborg samtidigt som han bedrev juridisk verksamhet i S:t Michel, där han fortsatte att vara verksam som advokat till 1919. Han blev vicehäradshövding 1915. Under finska inbördeskriget 1918 tjänstgjorde Kotilainen i den vita sidans högkvarter, som adjutant till general Rudolf Walden, och nådde majors grad.
1919 anställdes Kotilainen som biträdande direktör för skogsindustriföretaget Kajaanin Puutavara Oy. Eftersom verkställande direktören (VD) Paavo Paloheimo hade hälsoproblem fick Kotilainen ta över flera av dennes uppgifter. Efter Paloheimos död 1921 utsågs Kotilainen först till tillfällig VD och sedan till ordinarie VD. Han fortsätte på posten till 1924.
1924 utsågs Kotilainen till VD för det statligt ägda och vid denna tid olönsamma Gutzeit i Enso. 1927 bytte företaget namn från Aktiebolaget W. Gutzeit & Co till Enso-Gutzeit Osakeyhtiö. Under Kotilainens ledning moderniserades företaget och expanderade till ett av Finlands ledande skogsindustriföretag. Han erhöll bergsråds titel 1932. 
Kotilanien tillhörde inte något politiskt parti när han utsågs till handels- och industriminister samt folkförsörjningsminister i två på varandra följande finska regeringar 1939 respektive 1940, regeringarna Ryti I och Ryti II, utan var opolitisk minister. Efter fortsättningskrigets utbrott 1941 kallades han till Huvudstaben och blev sommaren 1942, sedan han blivit befordrad till överste, chef för militäradministrationen i Östkarelen. Efter kriget förekom rykten om att han på denna post skulle ägnat sig åt maktmissbruk, men något åtal väcktes aldrig. Han erhöll 4 elektorsröster i presidentvalet 1943.
Efter kriget återvände Kotilainen inte till Enso-Gutzeit, och i september 1945 ansågs han officiellt ha lämnat posten som VD. Han flyttade under en period till Sverige. Efter att han återvände till Finland var han verksam som industriexpert inom banken Kansallis-Osake-Pankki. 